# 卡倫·卡拉佩特揚
卡倫·卡拉佩特揚（1963年—），是一名亚美尼亚政治人物，亚美尼亚共和党黨員，前亞美尼亞總理。
2010年，卡拉佩特揚在市議會獲得壓倒性的支持出任葉里溫市長，在2011年10月28日宣布辭職，其後加入俄罗斯天然气工业股份公司。2016年9月，前總理奧維克·阿布拉米揚因为人民對施政不滿而宣布辭職，總統谢尔日·萨尔基相任命他為新任總理，2018年4月17日卸任。
卡拉佩特揚已经结婚，有三名子女。